# Unteraich (Gemeinde Straßburg)
Unteraich ist eine Ortschaft in der Gemeinde Straßburg im Bezirk St. Veit an der Glan in Kärnten. Die Ortschaft hat 15 Einwohner (Stand 1. Jänner 2024).

## Lage
Unteraich liegt etwa 4 km nordöstlich des Gemeindehauptorts Straßburg-Stadt auf dem Gebiet der Katastralgemeinde St. Georgen.
Zur Ortschaft gehören die Höfe Bergner (Nr. 3 und 14; früher hier auch Pitschacher), die Aichhube (früher Weberhube; Nr. 8) und Wernacher (Nr. 10; früher befand sich hier Lieberl, Wernacher lag 200 m weiter nördlich).

## Geschichte
Seit Gründung der Ortsgemeinden Mitte des 19. Jahrhunderts gehört Unteraich zur Gemeinde Straßburg.
Zur Ortschaft Unteraich gehörte auch die zeitweise als Ortschaftsbestandteil geführte Siedlung Zapfendorf. Zaphendorf wurde urkundlich ab 1254 genannt. Der Name dürfte der Versuch einer Übersetzung des volksetymologisch fälschlich slowenisch gedeuteten Namens der in der Nähe befindlichen Siedlung Malpitsch sein. Die Siedlung wurde im 20. Jahrhundert aufgegeben.
Die Höfe Pitschacher und Bergner im Norden von Unteraich wurden bei der Volkszählung 1890 als Ortschaftsbestandteil Pitschacher ausgewiesen.

## Bevölkerungsentwicklung
Für die Ortschaft ermittelte man folgende Einwohnerzahlen:
- 1869: 9 Häuser, 76 Einwohner[4]
- 1880: 12 Häuser, 84 Einwohner[5]
- 1890: 10 Häuser, 67 Einwohner; davon Unteraich 6 Häuser, 29 Einwohner; Pitschacher 2 Häuser, 20 Einwohner; Zapfendorf 2 Häuser, 18 Einwohner[6]
- 1900: 8 Häuser, 71 Einwohner; davon Unteraich 6 Häuser, 52 Einwohner; Zapfendorf 2 Häuser, 19 Einwohner[7]
- 1910: 8 Häuser, 74 Einwohner; davon Unteraich 6 Häuser, 50 Einwohner; Zapfendorf 2 Häuser, 24 Einwohner[8]
- 1923: 8 Häuser, 67 Einwohner; davon Unteraich 6 Häuser, 48 Einwohner; Zapfendorf 2 Häuser, 19 Einwohner[9]
- 1934: 74 Einwohner[10]
- 1951: 5 Häuser, 45 Einwohner[11]
- 1961: 4 Häuser, 33 Einwohner[12]
- 2001: 3 Gebäude (davon 3 mit Hauptwohnsitz) mit 3 Wohnungen; 9 Einwohner und 0 Nebenwohnsitzfälle; 3 Haushalte; 0 Arbeitsstätten, 3 land- und forstwirtschaftliche Betriebe[13]
- 2011: 3 Gebäude, 11 Einwohner, 3 Haushalte, 0 Arbeitsstätten[14]
- 2021: 3 Gebäude, 15 Einwohner, 3 Haushalte, 2 Arbeitsstätten[15]